# Luis Alberto Monge Álvarez

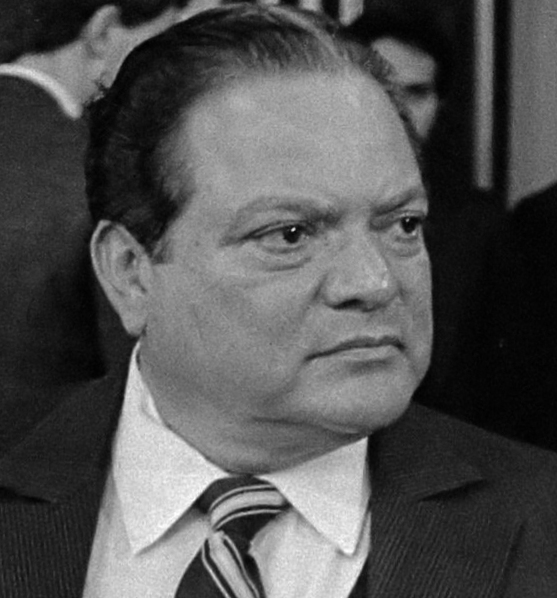
Luis Alberto Monge

Luis Alberto Monge Álvarez (* 29. Dezember 1925 in Palmares, Alajuela; † 29. November 2016) war ein costa-ricanischer Politiker der Partido Liberación Nacional (PLN). Vom 8. Mai 1982 bis zum 8. Mai 1986 war er Staatspräsident von Costa Rica.

## Leben
Luis Alberto Monge war 1951 eines der Gründungsmitglieder der Partido Liberación Nacional. Später war er costa-ricanischer Botschafter in Israel. Er proklamierte die aktive und fortgesetzte Neutralität Costa Ricas bei den Konflikten in Zentralamerika.
Während seiner Präsidentschaft konnte er durch verschiedene Maßnahmen eine weitgehende Stabilisierung der Wirtschaft erreichen. Er trieb 1983 den Dialog von San José voran, der die Beziehungen der Europäischen Gemeinschaft zu Zentralamerika intensivierte.